# Patricia Erbelding
Patricia Erbelding, née à Paris le 30 novembre 1958, est une artiste peintre abstraite contemporaine française.

## Biographie

### Jeunesse et formation
Patricia Erbelding grandit dans la banlieue parisienne qu’elle quitte pour suivre des études littéraires à l’université Sorbonne Nouvelle - Paris 3. Elle hérite néanmoins d’une tradition artistique familiale, son père et son oncle s’adonnant respectivement à la sculpture et à la peinture.
En 1983, elle commence à travailler dans un atelier de gravure. Alors qu’elle se perfectionne dans les techniques de l'estampe, elle aborde également la peinture, à partir de 1988, et la sculpture en terre cuite. Ses premiers travaux incluent aussi des photographies peintes et des collages et c’est à cette époque qu’elle produira ses premiers livres d’artiste. Après quelques années, elle raffine ce qui est devenu sa technique caractéristique en peinture impliquant le fer oxydé et la cire d’abeille.

### Débuts
Sa première exposition personnelle se tient en 1993 à la Galerie du Haut-Pavé à Paris, alors sous la direction de Jean Pierre Brice Olivier. Suivent d’autres expositions à Paris et dans d’autres villes. Les œuvres de cette période sont souvent remarquées pour leur ressemblance avec l’épiderme, les traces d’oxydation rappelant des cicatrices. Elle est accueillie comme artiste en résidence en 1995 au centre d’art des Ponts de Sambre à Charleroi, en Belgique.
L’année suivante, en 1996, elle reçoit une bourse du centre Wallonie Bruxelles à Paris et de l’ambassade de France en Belgique. Au cours de cette résidence, elle développe un travail autour du fer forgé, produisant une série de sculptures au musée de l’Industrie de Charleroi. Elle invite également l’artiste Tony Soulié à y travailler et, en 1997, leurs sculptures sont exposées au musée ainsi que leurs peintures et photographies.
Son livre d’artiste Gestes, paru en 1998, en collaboration avec le poète Pierre Marc Levergeois fait partie de la collection de la bibliothèque du MOMA à New York.

### À partir des années 2000
Patricia Erbelding a son atelier dans le 19e arrondissement de Paris.
En 2003, elle prend part à un évènement de street art organisé par Christine Phal. 2003 est aussi l’année du démarrage de l’exposition itinérante « 8th international shoebox sculpture exhibition » organisée par la galerie d’art de l’université d’Hawaï et qui tourne à travers le monde dans 16 musées et centres d’art différents pendant deux ans.
La galerie Jacques Levy à Paris lui consacre régulièrement des expositions personnelles depuis 2003, avec pour commencer « Vues des anges », une exposition inspirée d’un poème de Rainer Maria Rilke, puis « Cinabre » en 2005, « Interstate » (photographie) en 2006, « Noir » en 2007, « Urban Legend » en 2009 et en 2011 « Lost Paradise » en référence au poème de Milton Le Paradis perdu où, à travers un jeu de peintures dans les tonalités blanches et bleu ciel, la sphère bleue de la mélancolie impose sa présence.
Une première monographie de son travail L’État des métamorphoses est publiée en 2005 par les éditions Art Inprogress avec un texte et des poèmes de Tita Reut, traduits par le poète Keith Waldrop.
En 2007, elle est sélectionnée pour participer à la 14e exposition internationale au centre d’art national de Tokyo au Japon.
En 2008, son travail photographique est présenté lors de l’exposition « Y’a pas photo » à la MABA de Nogent-sur-Marne et 2009 voit une exposition personnelle de son travail « La peinture à livre ouvert » à Bar-le-Duc au centre d’art Espace Saint Louis et dans différents lieux culturels de la ville dont le Musée barrois, le théâtre national et la médiathèque Jean-Jeukens. De grandes peintures sur toile et des livres d’artistes y sont présentés, développant le thème du lien qu’établit l’artiste entre la peinture et l’écriture.
L’année 2010 est marquée par une succession d’expositions collectives aux États-Unis dont le musée Leepa-Rattner (en), à Tarpon Springs en Floride avec la collection Denjoy, par une résidence d’artiste « Artita 2010 » à Piran en Slovénie et également la parution de deux livres d’artiste, The Ghost Lemur of William S. Burroughs avec Tony Soulié et Carcasses avec Michel Butor et Eric Coisel (coll. « Mémoires »).
En 2011 elle participe à la 26e exposition internationale du musée des beaux-arts FSU de Tallahassee en Floride, ainsi qu’à la Foire d’art internationale (SETEC) de Séoul. H2O, un livre de Corine Girieud sur son travail, est publié.
En 2012, elle reçoit un prix pour la photographie par le PWP (Professional Women Photographers) à New York dont le jury est Mary Ellen Mark  et une exposition personnelle d’importance à la galerie Eva Doublet lui est consacrée.
Le musée du Vin à Paris accueille en 2013 une exposition, organisée par Lucette Bielle, à la suite de la collaboration entre l’artiste et le Domaine de Viaud (lalande-de-pomerol). Une de ses peintures figure sur l’étiquette de la cuvée millésimée 2007.
À l’ouverture en 2014 du Peninsula Paris, une lithographie de Patricia Erbelding se retrouve dans chacune de chambres du palace.
Le livre d’artiste Elle est le Monde, en collaboration avec Régine Detambel, fait partie de l’exposition « Licornes magiques » à la réouverture du musée de Cluny en 2018. La même année a lieu « Signes Sensibles », exposition avec Laurence d’Ist pour commissaire d’exposition au château du Val-Fleury à Gif-sur-Yvette qui réunit Erbelding avec Coskun, Michel Haas et Claude Viallat, explorant les échos de la peinture rupestre dans l’art contemporain.
En 2019, ses peintures sur les « murmurations » ont été exposés au musée de la Grande Chartreuse.

## Œuvre
Son travail artistique pluridisciplinaire aborde, en plus de la peinture et des collages, des domaines d’expression comme la sculpture, la photographie et les livres d’artistes.
Erbelding applique dans ses peintures un procédé d’oxydation qui agit presque comme une eau-forte sur la surface de la toile recouverte de papier – les lignes caractéristiques qui apparaissent agissent pratiquement comme une brulure du support par le biais de ce phénomène d’oxydation. On trouve là clairement un lien avec ses premiers travaux de gravure. Un procédé lent et rigoureux caractérise ce travail. Dans sa peinture, elle utilise de l’acrylique et de l’huile, du papier, de la cire d’abeille et du fer oxydé,.
La photographie apparait dans son travail en 1995 et joue également un rôle important dans la création de ses livres d’artiste. Ces livres d’artiste sont réalisés en collaboration avec des écrivains et des poètes, parmi eux: Joël Bastard, Michel Bohbot, Michel Butor, Serge Gavronsky, Hubert Lucot, Tita Reut. Elle réalise également des couvertures et des illustrations pour des livres, notamment pour Christina Mengert aux éditions Burning Deck (en).
Dans ses œuvres récentes, Patricia Erbelding continue de porter une attention soutenue aux concepts de transformation et de métamorphose, à leurs applications aux matériaux organiques comme minéraux et au sens caché produit par les procédés qu’elle emploie. Ces métaphores sur le temps qui passe et sur l’évolution se retrouvent également dans son travail photographique. Erbelding est représentée par la galerie Jacques Levy à Paris, la Galerie Insula à Paris et à Port-Joinville dans l’Île d'Yeu, ainsi que par la Galerie Dhalgren à Paris, la Galerie Eva Doublet à St Georges du Bois, la Galerie Le Cabinet Amateur à Paris, la Galerie Art Forum à Anvers en Belgique et la galerie Envie d'Art à Londres.
Son travail a été exposé au musée de l’Argonne à Varennes, au musée d’Art et d’histoire de Montbeliard, au musée des Avelines de Saint Cloud, au musée Barrois à Bar-le-Duc et au musée de Cluny à Paris en France ; au musée de l’Industrie (maintenant rebaptisé Bois du Cazier) de Charleroi en Belgique ; au musée des beaux-arts de Nagoya/Boston (en), au musée d'art moderne de Toyama (en), au musée municipal des beaux-arts d'Osaka, au Musée O Art à Tokyo ainsi qu’au centre d'art d'Aichi au Japon ; au musée des Beaux-Arts de Taipei (en) à Taiwan, ; au Swedish American Museum (en) de Chicago, au musée des Arts Leepa-Rattner (en) à Tarpon Springs, Floride, au musée des Arts d’Austin, Texas, au musée des Beaux-Arts FSU, à Tallahassee, Floride, aux États-Unis ; au musée d’Art Moderne de Maracaibo et au musée d'art contemporain de Caracas au Venezuela ; au Seoul Museum of Art (en) en Corée du Sud ; au musée du Collage à Mexico.